# 阿卡迪亚 (佛罗里达州)
阿卡迪亚（英語：Arcadia），是美国佛罗里达州德索托縣下属的一座城市。建立于1886年。面积约为10.5平方公里（约合4平方英里）。根据2010年美国人口普查，该市有人口7,637人。论人口在本州排行第178。